# T.U.F.F. Puppy
T.U.F.F. Puppy is een tekenfilmserie die wordt uitgezonden door Nickelodeon. T.U.F.F. Puppy gaat over een hond genaamd Duddley Puppy. Deze werkt bij de geheime organisatie T.U.F.F. (Turbo Undercover Fighting Force), gevestigd in Petropolis.

## Verhaal
Dudley is een hyperactieve jonge hond, hij is agent bij T.U.F.F., een geheime organisatie waar alleen dieren werken. Dudley's partner is een serieuze poes genaamd Kitty Katswell. Zij is de beste agent van de organisatie. Zij moet ook voorkomen dat Dudley in de problemen komt. Dudley en Kitty moeten er samen voor zorgen dat de grootste vijand van T.U.F.F., D.O.O.M. de stad niet over kan nemen. Hierbij krijgen zij hulp van Keswick, de uitvinder van T.U.F.F. Keswick is alleen niet zo goed in zijn werk. T.U.F.F. wordt geleid door een vlo met kortetermijngeheugenverlies. Hij heeft de naam The Chief, maar heet eigenlijk Herbert Dumbrowski.

## Afleveringen
| Seizoen | Afleveringen | Uitgezonden      | Uitgezonden     |
| Seizoen | Afleveringen | Seizoenspremière | Seizoensfinale  |
| ------- | ------------ | ---------------- | --------------- |
| 1       | 20           | 2 oktober 2010   | 16 januari 2012 |
| 2       | 20           | 10 december 2011 | NNB             |
| 3       | 8            | 26 juli 2014     | 4 april 2015    |

## Stemmen
| Personage           | Engelse stem  | Nederlandse stem     |
| ------------------- | ------------- | -------------------- |
| Dudley Puppy        | Jerry Trainor | Alexander de Bruijn  |
| Kitty Katswell      | Grey DeLisle  | Hildegard van Nijlen |
| Zippy               | Grey DeLisle  | Donna Vrijhof        |
| Keswick             | Jeff Bennett  | Wiebe Pier Cnossen   |
| Larry               | Jeff Bennett  | Thijs van Aken       |
| Ollie               | Jeff Bennett  | Peter van Rooijen    |
| The Chief           | Daran Norris  | Bas Keijzer          |
| Verminious Snaptrap | Maddie Taylor | Bart Bosch           |
| Bird Brain          | Rob Paulsen   | Han Oldigs           |

## Trivia
- In de laatste scene van iedere aflevering wordt er net voor het eind lachend in de camera gekeken.
- Het is gemaakt in dezelfde stijl en van dezelfde makers als van The Fairly OddParents en Danny Phantom.